# Thomas Kellner
Thomas Kellner (Bonn, 28 de mayo de 1966) es un fotógrafo de Bellas Artes, profesor de educación superior y comisario de arte alemán. Su reconocimiento se debe sobre todo a sus fotografías a gran escala de monumentos arquitectónicos famosos a través de numerosas imágenes individuales y una perspectiva de efecto diorama, una técnica a la que se ha denominado "mosaicos fotográficos".

## Biografía
Entre 1989 y 1996, Thomas Kellner estudió Arte y Ciencias sociales en la Universidad de Siegen y se convirtió en docente. En la cátedra del profesor Jürgen Königs, una genuina "escuela de cámara estenopeica" que organizó el Departamento de arte de la Universidad de Siegen, Kellner estudió a conciencia las posibilidades y los límites de esta técnica. Al mismo tiempo experimentó con otros métodos fotográficos tales como las impresiones con papel a la sal y la cianotipia. También trabajó con procesos de impresión nobles, como la gelatina de plata y la goma bicromatada.
En 1996 Kellner ganó el premio Talento Joven Kodak . En 2003 y 2004 fue profesor visitante para fotografía de Bellas Artes en la Universidad de Giessen. En 2012 obtuvo un puesto como profesor de fotografía en la Universidad de Paderborn. En 2004 Kellner inició en su ciudad natal, Bonn, el proyecto Photographers:Network, una exposición anual comisariada por él, con variedad de temas y artistas internacionales. En 2013 se celebró en Siegen, en el estudio de Kellner, la última y décima exposición de este proyecto, para la que el fotógrafo seleccionó obras de dieciocho artistas procedentes de siete países y tres continentes. Desde 2005, el artista viajó varias veces a Brasil para cumplir con el encargo de fotografiar monumentos arquitectónicos de Brasilia. En 2010, con ocasión del 50.º aniversario de dicha ciudad, expuso allí aquellas fotos. En 2006 Thomas Kellner realizó aún más viajes, en esta ocasión a Estados Unidos, América Latina, Siria y China, donde fotografió con su técnica especial monumentos como el Puente Golden Gate, el Ateneo de Boston, y la Gran Muralla China.
En 2010 diseñó junto con alumnos del instituto de Giessen-Ost un proyecto fotográfico acerca del búnker de telecomunicaciones de Giessen, para el que contó con la financiación del ayuntamiento de la ciudad en el marco del concurso Stadt der jungen Forscher (Ciudad de Jóvenes Investigadores en alemán). El trabajo de los estudiantes en el búnker se centró en la metodología de Kellner para deconstruir edificios y reconstruirlos en sus fotografías "como procedimiento y transformándolo para las condiciones in situ" (en alemán, "als Verfahren aufzunehmen und auf die Gegebenheiten vor Ort zu transformieren"). A este fin se desarrollaron unas categorías con las que trabajar los componentes individuales en cooperación con los alumnos, y se formularon áreas temáticas. A continuación, los alumnos fotografiaron las áreas individuales con sus cámaras. Con las fotos resultantes se elaboraron collages y presentaciones en PowerPoint: "Mediante la segmentación y la subsiguiente recombinación de las diferentes perspectivas se creó una imagen del antiguo búnker (y actual sede de la Sociedad de Música y Arte) nueva e integradora, pero también crítica [...]. Los estudiantes pudieron examinar la estética nacionalsocialista en un lugar que es en sí mismo un testimonio histórico, tan inquietante como conmovedor." (en alemán, "Durch die Segmentierung und anschließende Neukombination der unterschiedlichen Perspektiven entstand ein umfassendes und neues, aber auch kritisches Bild von der ehemaligen Bunkeranlage und vom heutigen Sitz des Musik- und Kunstvereins.[...] Die ästhetische Auseinandersetzung mit dem Nationalsozialismus an einem Ort, der selbst ein kulturhistorisches Zeugnis ist, empfanden die Schülerinnen und Schüler als eindringlich und bewegend").
En 2012 y por encargo de la RWE, Thomas Kellner viajó a Rusia para fotografiar arquitectura industrial en Ekaterimburgo y Perm (proyecto Genius Loci). Ambas ciudades fueron fundadas por Georg Wilhelm de Gennin, de Siegen. Gennin fue invitado por Pedro el Grande en el siglo XVIII, dada su habilidad para impulsar la economía de los Urales y explotar las minas de la región ―fundó fábricas para procesar acero y metal. Kellner fotografió también la zona alrededor de Siegen para captar la conexión entre esta región y las de Rusia en el procesamiento de acero y metal.
Desde 2004 Thomas Kellner es miembro de la Sociedad Fotográfica Alemana (Deutsche Gesellschaft für Photographie). Vive y trabaja en Siegen.

## Técnica fotográfica
Thomas Kellner trabaja con una cámara réflex de una sola lente y utiliza rollos de película pequeños de 35 mm. Cada fotografía mide 24 × 36 milímetros y cada rollo de película consiste en 36 fotogramas individuales. Para transportar la película se realizan perforaciones en la parte superior y en la inferior de cada fotograma, en las que se anota tanto el tipo de película utilizada como el número de cada fotograma. Una vez revelada la película, Kellner la corta en tiras de igual longitud y las junta en un negativo grande, con el que a continuación elabora la copia por contacto, en la que sigue siendo visible la metainformación sobre la película y el número de la toma respectiva.
Los fotógrafos suelen utilizar la copia por contacto para seleccionar las imágenes individuales fotografiadas, que luego amplían. Normalmente esta hoja no forma parte de las fotografías acabadas. El material como portador de la información de la imagen permanece invisible. Pero Kellner permite que la información siga siendo visible en la película una vez acabadas las fotografías.
Por un lado, dicha información separa las imágenes individuales entre sí, lo que crea un ritmo y una estructura del objeto fotografiado; por el otro, el espectador puede seguir así el proceso de trabajo del artista: «En fotografía rara vez se trata la materialidad, cosa que no ocurre en el resto de géneros, como la pintura, la escultura, la obra gráfica, etc. La fotografía está muy mediatizada y todo el mundo se limita a la ventana del Renacimiento, al objeto descrito; como máximo, a la composición o a la autoría que esconde. Nadie tiende a plantearse el papel elegido, su superficie, los pigmentos ni el grano. Algo que, sin embargo, habría sido necesario hace tiempo, a fin de integrar la fotografía en el arte según criterios contemporáneos. [...] El material elegido o el estilo característico del proceso fotográfico son algunas de las decisiones del autor, y deben formar parte indispensable del mensaje de la imagen.»
Cuando Kellner emprende un proyecto, realiza unos esbozos previos en los que divide el objeto a fotografiar en secciones cuadriculadas y anota los ajustes de cámara que prevé para cada sección. Cuando al fin fotografía el objeto pueden pasar varias horas entre la primera imagen y la última de un rollo, pues Kellner toma las fotografías en orden cronológico, una después de otra.
Al principio trabajaba con un solo rollo de película ―y la fotografía acabada constaba de solo 36 imágenes individuales de 35 mm―, pero ahora utiliza hasta 60 rollos. Para su fotografía del Gran Cañón se crearon así 2.160 imágenes individuales y por lo tanto 2.160 vistas diferentes de aquel tesoro natural. Luego Kellner las reunió en una sola foto de 5 metros de longitud.

## Efecto de las imágenes
La primera fotografía que Kellner creó con esta técnica fue una imagen de la Torre Eiffel (1997) concebida en homenaje al pintor cubista Robert Delaunay. A este le fascinaba el que por entonces era el edificio más alto del mundo, al que dedicó muchas de sus obras. Kellner adoptó el enfoque "multivisión" de los objetos propio del cubismo y lo convirtió en el elemento central del diseño de sus fotografías. La perspectiva de las imágenes individuales (desplazada respecto a la perspectiva central) transmite una impresión de movimiento de los iconos arquitectónicos inmóviles: "El espectador cree que al deconstruir un edificio en las piezas individuales de una imagen inclinando la cámara varias veces, los lugares más famosos del mundo ―de la torre Eiffel al puente de Brooklyn― se balancean, oscilan y hasta bailan. Es poner la arquitectura bocabajo."
Cuando Kellner viajó a México en 2006 para fotografiar edificios importantes de aquel país, un crítico advirtió que sus fotografías se parecían mucho a las tomadas después del terremoto de 1985 en Ciudad de México. "A menudo las fotografías de Kellner se consideran una deconstrucción de los hitos de la cultura humana. Desde esta perspectiva, sus imágenes son una manifestación visual del modo en que la cultura se ha vuelto vulnerable, se ha fracturado y se ha derrumbado." Así, danza y destrucción están muy relacionadas en las obras del fotógrafo alemán.
Por lo general, la percepción humana no puede abarcar los objetos grandes de un solo vistazo. El objeto representado solo adquiere nitidez cuando el ojo divaga y forma una "vista total" al sumar muchas impresiones diferentes: "Nuestro cerebro completa la información sensorial entrante en un todo uniforme y atribuye significado a esa percepción." Kellner no solo muestra exactamente esta combinación de imágenes individuales para formar una percepción de la psicología Gestalt en sus obras, sino que el propio espectador recrea activamente esta experiencia al ver una fotografía de Kellner: también sus ojos también se mueven de aquí para allá, de la percepción de las imágenes individuales a la toma general, por lo que las fotografías de Kellner pueden percibirse como una especie de disposición experimental para una experiencia directa de lo que ocurre cuando vemos objetos grandes: "No es casualidad que las obras de Kellner parezcan rompecabezas encadenados, pues animan al espectador reflexivo a desentrañar, tanto visual como intelectualmente, el significado de esas estructuras arquitectónicas. Decodificamos las escenas a partir de los fragmentos que Kellner reúne, a partir de las expectativas automáticas enviadas por nuestro cerebro y a partir de los recuerdos más o menos vagos que tenemos de las estructuras."

## Colecciones en que se encuentran sus trabajos (selección)
- George Eastman House,[23] Rochester, Nueva York, Estados Unidos
- Museo de Bellas Artes de Houston,[24] Houston, Texas, Estados Unidos
- Sammlung Schupmann. Fotografía en Alemania hacia 1945,[25] Bad Hersfeld, Alemania
- Instituto de Arte de Chicago: Colección de Fotografía,[26] Chicago, Illinois, Estados Unidos
- Museo de Arte de Worcester,[27] Worcester, Massachusetts, Estados Unidos
- Museo Fox Talbot, Abadía de Lacock,[28] Abadía de Lacock, Gran Bretaña
- Biblioteca del Congreso de Estados Unidos,[29] Washington D. C. Estados Unidos

## Exposiciones individuales (selección)
- 2002: Museo de Fotografía Griffin,[30] Winchester, Massachusetts, Estados Unidos
- 2003: Monuments,[31] Rosenberg & Kaufmann Fine Art, Nueva York, Estados Unidos
- 2006: Tango Metropolis,[32] Cohen Amador Gallery, Nueva York, Estados Unidos
- 2006: Tango Metropolis,[33] Stephen Cohen Gallery, Los Ángeles, California, Estados Unidos
- 2008: Thomas Kellner: Architectural Photos,[34] Schneider Gallery, Chicago, Illinois, Estados Unidos
- 2012: Small wonders,[35] Museo de Fotografía de Lishui, Lishui, China
- 2013: Genius Loci,[36] Casa Museo de Metenkow en Ekaterimburgo, Rusia
- 2017: Fractured Architecture,[37] Museo Fox Talbot, Abadía de Lacock, Gran Bretaña
- 2017: Black and White,[38] Museo de Fotografía de Reykjavík, Islandia
- 2018: Tango Metropolis,[39] Galería Conny Dietzschold, Sídney, Australia
- 2019: All shook up: Thomas Kellner's America,[40] American Museum & Gardens, Claverton, cerca de Bath, Gran Bretaña
- 2019: Black and White,[41] Centro Andaluz de la Fotografía, Almería, España

## Exposiciones colectivas (selección)
- 2002: Vues d’architecture,[42] Museo de Grenoble, Grenoble, Francia
- 2004: Ars & Archittetura 1900–2000,[43] Palacio Ducal, Génova, Italia
- 2004: Pieced Together: Photomontages from the Collection,[44] Instituto de Arte de Chicago, Illinois, Estados Unidos
- 2005: New to View: Recent Acquisitions in Photography,[45] Museo de Arte de Worcester, Worcester, Massachusetts, Estados Unidos
- 2008: A mind at play,[46] Instituto de Arte de Chicago, Illinois, Estados Unidos
- 2010: Madrid Oh Cielos!,[47] Círculo de Bellas Artes, Madrid, Spain
- 2011: Fotografias – Coleção Joaquim Paiva,[48] Museo de Arte Moderno de Río de Janeiro, Brasil
- 2013: After Photoshop: Manipulated Photography in the Digital Age,[49] Museo de Bellas Artes de Houston, Texas, Estados Unidos
- 2015: Gifts from Nancy and Tom O’Neil,[50] Museo de Arte de Baltimore, Baltimore, Maryland, Estados Unidos
- 2016: Die Grosse,[51] Museo Palacio de Arte de Düsseldorf, Düsseldorf, Alemania
- 2018: Landschaft, die sich erinnert,[52] Museo de Arte Moderno, Siegen, Alemania
- 2018: Analog Schwarzweiss: Fotografie in Westdeutschland 1945 bis 2000 aus der Sammlung Schupmann,[53] Sala de Arte de Erfurt, Alemania